# Delanuka
Delanuka fue una banda de rock uruguayo formada en 1988. Se caracterizó por un sonido abierto al funk y al jazz latino que la diferenció del rock uruguayo post dictadura.

## Historia
Delanuka fue conformada por Carlos Quintana, Marcelo «Taquini» Núñez y Coco Fernández, que tocaban en Salario Mínimo, una banda de jazz rock, César Martínez, que era vocalista en el grupo de rock Luz Roja y Nicolás Arnicho.
En 1989 grabaron Montevideo mata, editado por el sello Orfeo y con arte de tapa de Rodolfo Fuentes. El álbum se distanciaba del rock uruguayo post dictadura, que estaba en retroceso. El rock de Delanuka presentaba raíces uruguayas conectando con la música de Hugo Fattoruso, Ruben Rada y Jaime Roos, cuidaba la calidad musical, transmitía una actitud positiva y en sus letras abundaban neologismos propios de su generación.
En 1992 grabaron Viaje sin retorno, editado por Ayuí / Tacuabé solo en casete (en Uruguay ya no se editaban vinilos y los CD no se habían popularizado), ahora con Ricardo Gómez suplantando a Nicolás Arnicho en batería y sumando la guitarra de Guillermo Hill. En el álbum participan como invitados Mariana Ingold, Osvaldo Fattoruso, Fernando Cabrera y Norma Galfetti, ex vocalista del grupo uruguayo de rock Quo Vadis. "Homenaje" es una canción dedicada al músico Eduardo Mateo, recientemente fallecido y "Negro" una versión de la canción de Ruben Rada (a mediados de los años noventa César Martínez conducirá junto a Rada el programa de radio Radar en X FM, participará en Miscelánea negra y  Nicolás Arnicho y Carlos Quintana colaborarán en álbumes de Rada).
Luego de presentar en vivo dos veces Viaje sin retorno, la banda se disolvió debido a que varios de sus integrantes viajaron a Europa.
En 2009 César Martínez grabó Ambiente familiar, con la participación de Coco Fernández, entre otros. Un álbum editado por el sello Ayuí.
En 2018 la banda se reunió para tocar en La Trastienda de Montevideo, con Gustavo Montemurro en teclados y el sello Ayuí reeditó Viaje sin retorno en CD, con diferente arte de tapa.

## Integrantes
César Martínez: Voz
Coco Fernández: Teclados
Carlos Quintana: Guitarra
Marcelo Núñez: Bajo
Nicolás Arnicho: Batería (en el primer álbum)
Ricardo Gómez: Batería (en el segundo álbum)
Guillermo Hill: Guitarra (en el segundo álbum)

## Discografía
- Montevideo mata (Orfeo. 1989)
- Viaje sin retorno (Ayuí. 1992)